# Phare de l'île de La Rúa
Le phare de l'Île de La Rúa est un phare situé sur l'île de La Rúa, appartenant au territoire de la commune de Ribeira, dans la province de La Corogne (Galice en Espagne).
Il est géré par l'autorité portuaire de Vilagarcía de Arousa .

## Histoire
L'île de La Rúa est située au centre de la Ria de Arousa. Cette petite île rocheuse est localisée à environ 5 km à l'est de Ribeira.
Le phare a été conçu par l'ingénieur du phare de l'île de Ons ; le bâtiment est identique. Le projet de construction a été approuvé le 25 novembre 1864 et il a été mis en service le 18 mars 1869. C'est une tour cylindrique en granit, avec galerie et lanterne, incorporée à une maison de gardiens d'un étage. La construction est non peinte, en pierre apparente, et le dôme de la lanterne est gris métallique. Son plan focal est à 26 m au-dessus du niveau de la mer. Par un arrêté royal du 11 juin 1920, il a été décidé que sa caractéristique finale serait un groupe de 3 éclats blancs (2+1), toutes les 21 secondes et d'un secteur rouge (sud et sud-est) pour signaler quelques dangers environnants. En 1993, l'installation a été électrifiée par énergie photovoltaïque avec une optique acrylique de 305 mm et une lampe halogène 50W/12V.
Identifiant : ARLHS : SPA156 ; ES-04160 - Amirauté : D1818 - NGA : 2756.

### Lien connexe
- Liste des phares d'Espagne